# Llarga Marxa (coet)
|  | Per al moviment militar xinès de la dècada dels anys 30, vegeu «Llarga Marxa». |

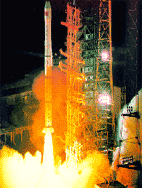
Chang Zheng 3A launch

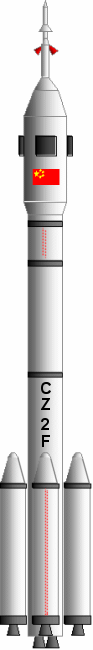
CZ-2F rocket

Els coets Llarga Marxa (xinès tradicional: 長征系列運載火箭, xinès simplificat: 长征系列运载火箭, pinyin: Chángzhēng xìliè yùnzài huǒjiàn) són una família de llançadors no recuperables, desenvolupats i operats per la República Popular de la Xina sota els auspicis de l'Acadèmia Xinesa de Tecnologia de Llançament de Vehicles. La nomenclatura que s'empra per anomenar-los tant pot ser LM- (Long March en anglès) o bé CZ- (Chang Zheng). El nom d'aquesta família de llançadors prové de la Llarga Marxa a través de l'interior de la Xina que van seguir les tropes del Partit Comunista de la Xina entre els anys 1934 i 1935, fugint de l'exèrcit de la República de la Xina.

## Orígens
Aquesta família de coets està emparentada amb les primeres versions dels míssils Dongfeng (cal tenir en compte, que la denominació Dongfebg és un genèric emprat per anomenar a tots els míssils balístics intercontinentals -ICBM- amb base a territori xinès). Al final, tal com havia passat als Estats Units i a la Unió Soviètica anys abans, les diferències en els requeriments d'un míssil i d'un coet espacial van provocar que els projectes acabessin divergint. El principal objectiu d'un coet espacial és intentar pujar a òrbita la màxima càrrega possible, mentre que en un míssil el que es valora és la capacitat de ser llançat ràpidament i sobreviure així a un primer atac. Aquesta separació ha quedat manifestada a la darrera generació de coets llarga marxa que fan servir propel·lents criogènics, mentre que els darrers models de míssils són mòbils i empren combustible sòlid.

## Historial de llançaments
Els primers llançaments comercials d'aquesta família de coets van estar farcits de problemes. Al 26 de gener del 1995 un coet Llarga Marxa 2E va canviar de direcció dos segons després de l'enlairament des de Xichang i va esclatar provocant la mort de, com a mínim, sis persones. El 15 de febrer del 1996, un problema similar durant el llançament de l'Intelsat 708 amb un LM-3B va acabar igual, amb un nombre indeterminat de baixes. Després de sortir de la torre de llançament, el coet va virar espectacularment, estavellant-se en un poble proper. La premsa estrangera quantificà el nombre de baixes d'entre 200 i 500. Després de l'accident del 1996, es van implementar una sèrie de millores que van augmentar espectacularment la fiabilitat d'aquests coets, amb cap llançament fallit des d'aquell moment. El 15 d'octubre del 2003, el coet Llarga Marxa 2F va posar en òrbita satisfactòriament l'astronau Shenzhou 5 que portava a l'espai al primer astronauta xinès. Aquesta missió va ser seguida el 12 d'octubre del 2005 per la Shenzhou 6 amb dos astronautes. D'aquesta manera la Xina va esdevenir el tercer estat que enviava homes a l'espai pels seus propis mitjans després de la Unió Soviètica/Rússia i els Estats Units. El 24 d'octubre del 2007 (18:05 GMT+8), un coet Llarga Marxa 3A va enlairar-se portant la sonda Chang'e 1 que ha d'arribar a la lluna i entrar-hi en òrbita per portar a terme diversos experiments científics. Aquesta missió va iniciar-se des del centre de llançament de satèl·lits de Xichang.

## Especificacions en la família de coets Llarga marxa
| Model           | Estat   | Etapes                             | Llargària (m)        | Diàmetre Max. (m) | Massa total (t) | Empenta (kN) | Càrrega (LEO, kg) |
| --------------- | ------- | ---------------------------------- | -------------------- | ----------------- | --------------- | ------------ | ----------------- |
| Llarga Marxa 1  | Retirat | 3                                  | 29.86                | 2.25              | 81.6            | 1020         | 300               |
| Llarga Marxa 1D | Retirat | 3                                  | 28.22                | 2.25              | 81.1            | 1101         | 930               |
| Llarga Marxa 2  | Retirat | 2                                  | 31.17                | 3.35              | 190             | 2786         | 1800              |
| Llarga Marxa 2C | Actiu   | 2                                  | 35.15                | 3.35              | 192             | 2786         | 2400              |
| Llarga Marxa 2D | Actiu   | 2                                  | 33.667 (sense escut) | 3.35              | 232             | 2962         | 3100              |
| Llarga Marxa 2E | Retirat | 2 (amb 4 acceleradors addicionals) | 49.686               | 7.85              | 462             | 5923         | 9200              |
| Llarga Marxa 2F | Actiu   | 2 (amb 4 acceleradors addicionals) | 58.34                | 7.85              | 480             | 5923         | 8400              |
| Llarga Marxa 3  | Retirat | 3                                  | 43.8                 | 3.35              | 202             | 2962         | 5000              |
| Llarga Marxa 3A | Actiu   | 3                                  | 52.3                 | 3.35              | 241             | 2962         | 8500              |
| Llarga Marxa 3B | Actiu   | 3 (amb 4 acceleradors addicionals) | 54.84                | 7.85              | 425.5           | 5924         | 12000             |
| Llarga Marxa 4A | Retirat | 3                                  | 41.9                 | 3.35              | 249             | 2962         | 4000              |
| Llarga Marxa 4B | Actiu   | 3                                  | 44.1                 | 3.35              | 254             | 2971         | 4200              |

| 2A | 2C | 2D | 2E | 2F | 3 | 3A | 3B | 3C | 4A | 4B | 4C |
| -- | -- | -- | -- | -- | - | -- | -- | -- | -- | -- | -- |
|    |    |    |    |    |   |    |    |    |    |    |    |

## Propel·lents
El 2003, les etapes principals i els acceleradors empraven propel·lents emmagatzemables amb UDMH com a combustible i tetraòxid de dinitrogen com a oxidant. Les etapes superiors dels coets Llarga Marxa 3, amb motors YF-73 i YF-75, consumien combustibles criogènics -hidrogen (LH2) i oxigen líquid (LOX)-.

## Bases de llançament
Actualment a la Xina hi ha quatre llocs des dels quals es produeixen els llançaments d'aquest coet. Són:
- Centre de llançaments de Satèl·lits de Jiuquan
- Centre de llançaments de Satèl·lits de Xichang
- Centre de llançaments de Satèl·lits de Taiyuan
- Centre de llançaments de Satèl·lits de Wenchang

La majoria de satèl·lits comercials que usen els coets Llarga Marxa s'enlairen des de la base de Xichang a la província de Sichuan. La base de Wenchang, a la província de Hainan, s'està ampliant actualment i s'espera que acabi sent la base principal de llançament de satèl·lits comercials. Els llançaments dels Llarga Marxa també es produeixen des de la base (més militar que comercial) de Jiuquan a la província de Gansu. Des d'aquesta base és des d'on s'han enlairat els vols tripulats de les naus Shenzhou. El centre de llançaments de Taiyuan (a la província de Shanxi) es fa servir principalment per missions de satèl·lits que han d'acabar tenint una òrbita heliosíncrona.

## Serveis de llançaments comercials
La Xina ven els seus serveis de llançament de vehicles a través de la Corporació Industrial de la Gran Muralla. Els esforços xinesos per llançar satèl·lits de comunicacions van topar, de mitjans dels anys noranta, amb la prohibició Nord Americana d'exportar tecnologies a la Xina que impedia que satèl·lits amb components americans poguessin ser llançats amb coets xinesos. Tot i això la companyia Thales Alenia Space va ser capaç de construir el Chinasat-6B sense cap component americà, cosa que va permetre orbitar-lo sense infringir la normativa americana ITAR. Un coet Llarga Marxa 3B el va posar en òrbita el 5 de juliol del 2007.

## Càrregues
El primer llançament xinès d'un satèl·lit, anomenat Dong Fang Hong 1 ("l'est és roig") sobre un coet Llarga marxa, va tenir lloc el 24 d'abril del 1970. Aquest fet va convertir a la Xina en el cinquè país en obtenir capacitat de llançament pels seus propis mitjans. Les astronaus Shenzhou i la sonda lunar Chang'e 1 també han estat càrregues habituals dels coets Llarga Marxa. La càrrega màxima que poden pujar a una òrbita terrestre baixa és de 9.200 kg. (CZ-2F), mentre que a una òrbita geoestacionària pot pujar fins a 5.200 kg. (CZ-3B). La variant 5 de la família s'espera que pugui augmentar encara més la càrrega útil que és capaç de transportar.